# Купатило број 5 (Нишка Бања)
Купатило број 5 или Хладно купатило (базен 5) једно је од старијих бањских купатила у Нишкој Бањи се базеном који се пуни термоминералном водом знатне променљивости температуре (која варира од 12 °C до 37 °C), издашности и радиоактивности. Првобитно намењено само за лечење болесника са лабилним нервним системом или лакшим облицима депресије, данас се ово купатило користи и за лечење обољења коштано зглобног система.

## Положај
Купатило број 5 се налази у источном делу Нишке Бање, повише спортских терена, у подножју и на падинама Коритњака, истоименог брда (808 m) и села, који се наводи и под именом Коритник, саставног дела композитне Нишавске долине и северозападног огранка Суве планине (1.810 m), у северозападном подножју Црног камена (867 m), једног од њених врхова.
Удаљено је 10 km од Ниша и 250 km од Београда.

## Историја
Када је извор Сува бања постао стални извор са температуром воде за неколико степени нижом од температуре Главног врела, 1931. године, коначно је могла да се реализује идеја краља Александра да се изгради „Хладно купатила“ (базен 5) примарно намењен за лечење болесника са лабилним нервним системом.
Како је после Другог светског рата извор Сува бања поново пресушио, по пројекту професора Пећинара (1956), да би се обезбедило рад Купатила број 5 извршено је друго спуштање излива Сува бања за 8,5 м, на коту 265,70, чиме су настале промене у крашком хидрауличком систему Главно врело-Сува бања.

## Карактеристике врела
Купатило број 5 се снабдева термоминералном водом са врела Сува бања које се јавља се на укрштању Нишавског и Студенског раседа, 300 м југоисточно од Главног врела Нишке Бање. Вода са овог врела првобитно се појављивало само повремено, после отапања снега и обилних пролећних киша, као млаки извор, на коти за око 30 м вишој од „Главног врела“ (кота 274).
Сува бања, окарактерисана као пећинска терма пример је привидног пресушивања врела у крашким теренима (па отуда и потиче њен назива). Објашњава се бифуркацијом подземног тока који „храни врело“, битним процесом морфолошко-хидролошке еволуције крашких терена. Због таквог хидротермалног механизма раније је ова снажна пећинска терма била псеудопериодски извор, јер је за време ниског стања цео подземни ток отицао каналом и избијао на нижим сталним изворима.

## Карактеристике термоминералне воде
Доток и температура воде
Врело Сува бања које водом снабдева купатило бр.5 даје од 14 до 42 литра воде у секунди, чија температура варира од 12 °C до 39 °C. 
- минимални дотицај воде у сушном периоду износи 25 литара у секунди и температуром воде око 39 °C,
- максималним дотицајем у кишном периоду и након топљења снега од око 500 лит/сек са температуром воде око 11 °C.

Радиоактивност
Воде у овом мкупатилу припадају радиоактивним хомеотермама. Радиоактивност се креће између 5,96 и 6,75 Махових јединица. Радиоактивност је највећа при максималној температури воде врела Сува бања.
Садржај минерала у једном литру воде
| Катјона     | Грама  | Милимола | Миливала | Миливала у % |
| ----------- | ------ | -------- | -------- | ------------ |
| Натријума   | 0,0024 | 0,1043   | 0,1043   | 2,1262       |
| Калијума    | 0,0003 | 0,0077   | 0,0077   | 0,1572       |
| Калцијума   | 0,0870 | 2,1706   | 4,3412   | 88,4982      |
| Магнезијума | 0,0055 | 0,2261   | 0,4522   | 9,2184       |
| Укупно      |        |          | 4,9054   | 100,0000     |
| Анјона      | Грама  | Милимола | Миливала | Миливала у % |
| Бикарбоната | 0,2440 | 4,0599   | 4,0599   | 82,4124      |
| Хлорида     | 0,0080 | 0,2253   | 0,2253   | 4,5734       |
| Сулфата     | 0,0300 | 0,3125   | 0,6250   | 12,6874      |
| Нитрата     | 0,0010 | 0,0161   | 0,0161   | 0,3268       |
| Укупно      |        |          | 4,9263   | 100,0000     |